# Landwirtschaftliche Produktionsgenossenschaft

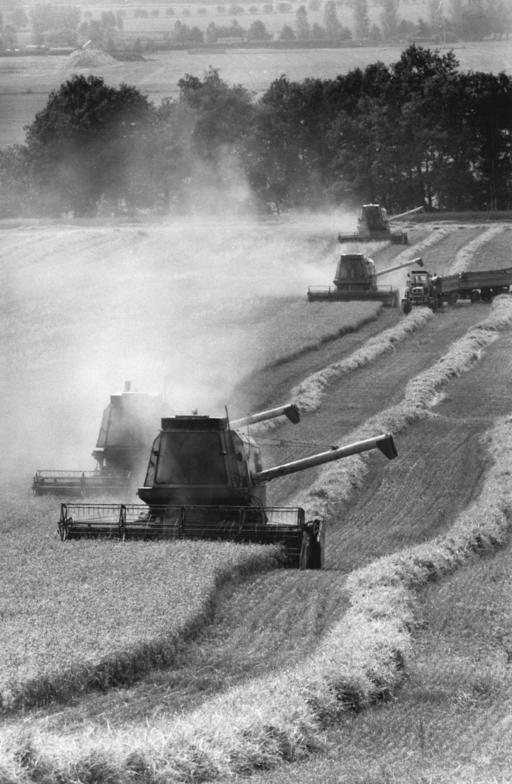
Maaidorsers op de LPG van Großbothen in 1986

Een  Landwirtschaftliche Produktionsgenossenschaft (Agrarische productiecoöperatie), afgekort LPG, was een collectieve boerderij ten tijde van de DDR. De LPG leek sterk op de kolchozen in de Sovjet-Unie. Naast de LPG kende de DDR ook het Volkseigenes Gut (VEG), dat was gemodelleerd naar de sovchozen in de Sovjet-Unie. Ook bestond de GPG, de Gärtnerische Produktionsgenossenschaft, die zich richtte op de tuinbouw.
De communistische partij SED besloot op de tweede partijconferentie van 9 tot 12 juli 1952 in Oost-Berlijn tot maatregelen voor de vorming van collectieve bedrijven. Hiermee werden ook de LPG's toegelaten. LPG's werden gevormd via een oprichtingsvergadering. De statuten van de LPG volgden het modelstatuut dat in de wetgeving van de DDR was opgenomen. Van een LPG konden niet alleen boeren lid worden, maar ook landarbeiders en andere burgers. De LPG's bestonden in drie types:
- bij Type I brachten de boeren alleen de grond in;
- bij Type II werden ook de landbouwmachines ingebracht;
- bij Type III werd het totale bedrijf inclusief vee en opstallen ingebracht.

Ook moesten boeren geld inbrengen, de zogenaamde Inventarbeitrag. De meeste LPG's begonnen als Type I en werden pas later onder druk van staat en partij omgezet in LPG's van het Type III. Het eigendom bleef in het begin bij de boeren, maar de exploitatierechten lagen volledig bij de LPG.
Vanaf het eind van de jaren vijftig werd grote druk uitgeoefend op de boeren om zich aan te sluiten bij LPG's. Bij de inhuur van landmachines werden privé-bedrijven achtergesteld, waardoor zij hun verplichte oogstafdrachten niet konden halen. Veel boeren vluchtten naar de Bondsrepubliek. De grond van de gevluchte boeren werd onteigend en in LPG's ondergebracht. In het voorjaar van 1960 werd de gedwongen collectivisatie van de landbouw in de DDR afgesloten; privé-bedrijven bestonden niet meer in de landbouw.
In de jaren zestig specialiseerden de LPG's zich onder druk van de staat. Veel LPG's fuseerden, waarbij het aantal van 19.313 in 1960 tot 9009 in 1970 terugliep.
Na de Duitse hereniging werden de LPG's aangepast aan het recht van de Bondsrepubliek en namen meer de vorm van coöperaties aan. De landbouwbedrijven in de nieuwe Duitse deelstaten zijn nog steeds veel groter dan de bedrijven in de oude Bondsrepubliek.